# Lixiviat

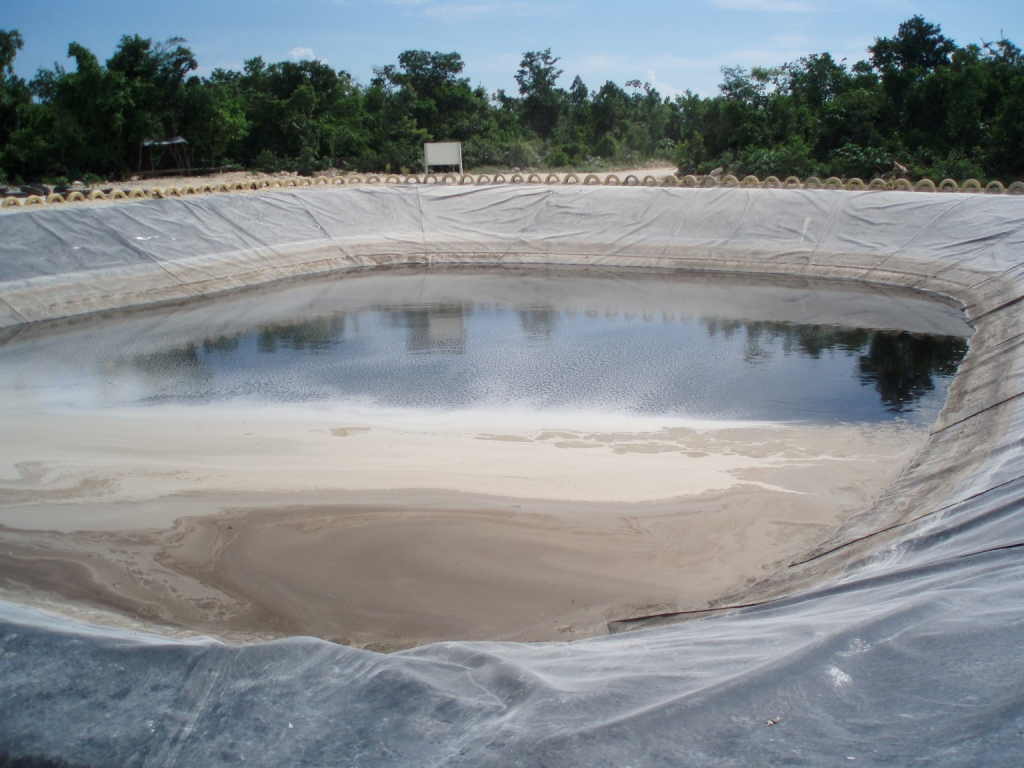
Una bassa d'evaporació de lixiviats provinents d'un abocador de Cancún, Mèxic.

El lixiviat és el residu en forma de líquid, molt comú als abocadors, que s'origina a partir de residus sòlids, o bé degut a la descomposició, o bé a la filtració d'aigua que en passar a través dels sòlids n'absorbeix part dels components. Així, podem dir que s'anomena lixiviat al líquid resultant d'un procés de percolació d'un fluid a través d'un sòl. Al lixiviat generalment s'arreplega una gran quantitat dels compostos presents en el sòlid que travessa.
El terme lixiviat es fa servir gairebé a totes les ciències ambientals, essent l'ús més general el que correspon al lixiviat dels dipòsits controlats . Així, els rebutjos dels residus que no poden valoritzar o reutilitzar-se, després de la gestió prèvia en una planta de tractament, tenen com a destinació final un dipòsit controlat, pel que generalment s'associa al terme lixiviat a tots els líquids que es gestionen als dipòsits controlats de residus.
La lixiviació d'un abocador varia molt en la seva composició en funció de l'edat de l'abocador i del tipus de residus que contingui.

## Lixiviació d'abocador
La lixiviació d'un abocador varia molt en la seva composició segons l'edat de l'abocador i el tipus de residus que conté. Normalment conté material dissolt i suspès. La generació de lixiviats es deu principalment a les precipitacions a través dels residus dipositats en un abocador. Un cop en contacte amb els residus sòlids en descomposició, l'aigua percoladora es contamina i, si després surt del material de rebuig, s'anomena lixiviat. Es produeix un volum addicional de lixiviats durant aquesta descomposició de material carbònic produint una àmplia gamma d'altres materials inclosos metà, diòxid de carboni i una barreja complexa d'àcids orgànics, aldehids, alcohols i sucres simples.
Els riscos de generació de lixiviats es poden mitigar mitjançant abocadors de disseny adequat i dissenyats adequadament, com els que estan construïts en materials impermeables geològicament o llocs que utilitzen revestiments impermeables fets de geomembranes o argila dissenyada. L'ús de revestiments és ara obligatori als Estats Units, Austràlia i la Unió Europea, excepte en què els residus es consideren inerts. A més, la majoria de materials tòxics i difícils ara estan expressament exclosos de l'abocament. Tot i això, malgrat els controls legals molt més estrictes, sovint els lixiviats dels llocs moderns contenen una gamma de contaminants derivats d'activitat il·legal o productes domèstics descartats legalment.

### Composició de lixiviació a l'abocador
Quan l'aigua es cola a través dels residus, afavoreix i ajuda a el procés de descomposició de bacteris i fongs. Aquests processos al seu torn alliberen subproductes de descomposició i utilitzen ràpidament qualsevol oxigen disponible, creant un entorn anòxic. En descompondre activament els residus, la temperatura puja i el pH baixa ràpidament amb el resultat que molts ions metàl·lics relativament insolubles a pH neutre es dissolen en el lixiviat en desenvolupament. Els processos de descomposició solen alliberar més aigua, cosa que se suma al volum de lixiviats. El lixiviat també reacciona amb materials que no són propensos a la seva descomposició, com ara cendres de foc, materials de construcció a base de ciment i materials a base de guix que canvien la composició química. En els llocs amb grans volums de residus de construcció, especialment els que contenen guix, la reacció del lixiviat amb el guix pot generar grans volums de sulfur d'hidrogen, que es poden alliberar al lixiviat i també poden formar un gran component del gas d'abocador.
En un abocador que rep una barreja de residus industrials municipals, comercials i mixtes, però que exclou quantitats significatives de residus químics concentrats, el lixiviat, en el abocador, es pot caracteritzar com una solució a base d'aigua de quatre grups de contaminants: matèria orgànica dissolta (alcohols, àcids, aldehids, sucres de cadena curta, etc.), components macro inorgànics (cations i anions comuns inclosos sulfat, clorur, ferro, alumini, zinc i amoníac), metalls pesants (Pb, Ni, Cu, Hg) i compostos orgànics xenobiòtics com ara halogenats orgànics (PCB, dioxines, etc.).
L'aspecte físic de la lixiviació quan surt d'un abocador típic és un líquid tèrbol de color negre, groc o taronja fortament olorós. L'olor és àcida i ofensiva i pot ser molt profunda a causa d'espècies orgàniques riques en hidrogen, nitrogen i sofre com els mercaptans.

### Gestió de lixiviacions
En els abocadors més antics i en els que no hi ha membrana entre els residus i la geologia subjacent, el lixiviació pot deixar els residus i fluir directament a les aigües subterrànies. En aquests casos, sovint es troben concentracions elevades de lixiviats a les fonts i corrents propers. A mesura que surt el lixiviat, pot tenir un color negre, anòxic i, possiblement, efervescent, amb gasos dissolts i endreçats. En oxigenar-se, tendeix a tornar-se marró o groc per la presència de sals de ferro en solució i en suspensió. També desenvolupa ràpidament una flora bacteriana que sovint inclou creixements substancials de Sphaerotilus natans.

### Història de la col·lecció de lixiviats en abocador
Al Regne Unit, a finals dels anys seixanta, la política del Govern central consistia a assegurar que s'elegissin nous abocadors amb estrats geològics subjacents permeables per evitar la acumulació de lixiviats. Aquesta política es va anomenar "diluir i dispersar". Tanmateix, després d'alguns casos en què aquesta política s'estimava fallant i es va canviar a The Sunday Times un greu dany ambiental causat per l'eliminació inadequada de residus industrials, tant la política com la llei es van canviar. Llei de 1972 sobre el dipòsit de residus verinosos, juntament amb la Llei de govern local de 1974, van fer que el govern local fos responsable de la eliminació de residus i de l'aplicació de les normes mediambientals relatives a l'eliminació de residus.
Les ubicacions dels abocadors proposades també havien de ser justificades no només per la geografia, sinó també per la ciència. Molts països europeus van decidir seleccionar abocadors en condicions geològiques lliures d'argila sense aigües subterrànies o exigir que el lloc disposés d'un revestiment dissenyat. Després dels avenços europeus, els Estats Units van augmentar el desenvolupament de sistemes de recollida i recollida de lixiviats. Això va conduir ràpidament des del revestiment en principi a l'ús de múltiples capes de folre en tots els abocadors (excepte els veritablement inerts).

### Objectius dels sistemes de recollida de lixiviats
El principal criteri per dissenyar el sistema de lixiviats és que es recullin i es retiren tots els lixiviats de l'abocador a un ritme suficient per evitar que es produeixi cap capçal hidràulic inacceptable en qualsevol punt del sistema de revestiment.

### Components dels sistemes de recollida de lixiviats
Hi ha molts components d'un sistema de recollida que inclouen bombes, boixos, línies de descàrrega i monitors de nivell de líquid. Tot i això, hi ha quatre components principals que regeixen l'eficiència global del sistema. Aquests quatre elements són revestiments, filtres, bombes i bufades.

#### Revestiments
Es poden fer servir revestiments naturals i sintètics com a dispositiu de recollida i com a mitjà per aïllar el lixiviat dins del farcit per protegir el sòl i les aigües subterrànies que hi ha a sota. La preocupació principal és la capacitat d'un transportista de mantenir la integritat i la impermeabilitat al llarg de la vida de l'abocador. El control de l'aigua subsuperficial, la recollida de lixiviats i els revestiments d'argila s'inclouen habitualment en el disseny i la construcció d'un abocador de residus. Per servir eficaçment el contingut del lixiviat en un abocador, un sistema de revestiment ha de tenir diverses propietats físiques. El revestiment ha de tenir una gran resistència a la tracció, flexibilitat i allargament sense fallades. També és important que el revestiment resisteixi a l'abrasió, la punció i la degradació química per lixiviació. Finalment, el revestiment ha de suportar la variació de la temperatura i ser negre (per resistir a la llum ultraviolada), fàcil d'instal·lar i econòmic.
Hi ha diversos tipus de revestiments utilitzats en el control i la recollida de lixiviats. Aquests tipus inclouen geomembranes, revestiments geosintètics d'argila, geotextils, geogrids, geonets i geocompostos. Cada estil de revestiment té usos i habilitats específiques. Les geomembranes s'utilitzen per proporcionar una barrera entre les substàncies contaminants mòbils alliberades de residus i les aigües subterrànies. En tancar abocadors, les geomembranes s'utilitzen per proporcionar una barrera de coberta de baixa permeabilitat per evitar l'intrusió d'aigua de pluja. Els revestiments geosintètics d'argila (GCLs) es fabriquen distribuint la bentonita de sodi en un gruix uniforme entre els geotextils no teixits. La bentonita de sodi té una baixa permeabilitat, cosa que fa que les GCL siguin una alternativa adequada a les revestiments d'argila en un sistema de revestiment compost. Els geotextils s'utilitzen com a separació entre dos tipus de sòls diferents per evitar la contaminació de la capa inferior per la capa superior. Els geotextils també actuen com un coixí per protegir les capes sintètiques contra la punció de subjecció i sobreposició de roques. Els geogrids són materials sintètics estructurals utilitzats en estabilitat de xapa per tal de crear estabilitat en sòls de cobertura sobre revestiments sintètics o com a reforç del sòl en pendents escarpades. Les geonets són materials sintètics de drenatge que s'utilitzen sovint en lloc de sorra i grava. Radz pot agafar 30 cm de sorra de drenatge, augmentant així l'espai d'abocament de residus. Els geocompostos són una combinació de materials sintètics que s'utilitzen habitualment de manera individual. Un tipus comú de geocompost és un geonet que està unit per calor a dues capes de geotèxtil, una a cada costat. El geocompost serveix de filtre i medi de drenatge.
Els revestiments de fang geosintètics són un tipus de revestiment combinat. Un avantatge d'utilitzar un revestiment geosintètic d'argila (GCL) és la capacitat d'ordenar quantitats exactes del revestiment. El fet de demanar quantitats precises al fabricant prevé excedents i despeses excessives. Un altre avantatge dels GCL és que el revestiment es pot utilitzar en zones sense una font d'argila adequada. D'altra banda, les GCL són pesades i feixugues, i la seva instal·lació requereix molta mà d'obra. A més de ser difícil en condicions normals, la instal·lació es pot cancel·lar en condicions d'humitat perquè la bentonita absorbiria la humitat, fent la feina encara més feixuga i tediosa.

#### Sistema de drenatge de lixiviats
El sistema de drenatge dels lixiviats és responsable de la recollida i el transport del lixiviat recollit dins del revestiment. Les dimensions, tipus i disposició de les canonades s'han de planificar tot tenint en compte el pes i la pressió dels residus i els vehicles de transport. Les canonades es troben al terra de la cel·la. Per sobre de la xarxa hi ha una quantitat enorme de pes i pressió. Per suportar-ho, les canonades poden ser flexibles o rígides, però les juntes per connectar les canonades donen millors resultats si les connexions són flexibles. Una alternativa per situar el sistema de recollida a sota dels residus és situar els conductes en trinxeres o per sobre del grau.
La xarxa de canonades de recollida d'un sistema de recollida de lixiviats drena, recull i transporta els lixiviats a través de la capa de drenatge fins a un dipòsit de recollida d'on es treu per a tractament o eliminació. Les canonades també serveixen com a desguassos dins de la capa de drenatge per minimitzar el muntatge de lixiviats a la capa. Aquestes canonades estan dissenyades amb talls inclinats fins a 120 graus, evitant l'entrada de partícules sòlides.

#### Filtres
La capa de filtre s'utilitza per sobre de la capa de drenatge en la recollida de lixiviats. Hi ha dos tipus de filtres utilitzats normalment en pràctiques d'enginyeria: granular i geotexrajola. Els filtres granulars consisteixen en una o més capes de sòl o múltiples capes amb una gradació més gruixuda en direcció a la filtració que el sòl a protegir.

#### Sumps o bé lixiviats
Quan el líquid entra a la cel·la de l'abocador, baixa del filtre, passa a través de la xarxa de canonades i es queda al dipòsit. A mesura que es planifiquen els sistemes de recollida, el nombre, la ubicació i la mida dels dipòsits són vitals per a un funcionament eficient. A l'hora de dissenyar sumes, la quantitat de lixiviaats i líquids que s'espera són els més importants. Les zones en què les precipitacions són superiors a la mitjana solen tenir acumulacions més grans. Un altre criteri per a la planificació de l'abocament és el de la capacitat de la bomba. La relació de la capacitat de la bomba i la mida de la bombeta és inversa. Si la capacitat de la bomba és baixa, el volum de la culata ha de ser superior a la mitjana. És fonamental que el volum del dipòsit pugui emmagatzemar el lixiviat previst entre els cicles de bombament. Aquesta relació ajuda a mantenir un funcionament saludable. Les bombes de buidatge poden funcionar amb temps de fase preestablerts. Si el flux no és previsible, un nivell d'alçada de lixiviació predeterminada pot activar el sistema automàticament.
Altres condicions per a la planificació de l'abocament són el manteniment i l'atac de les bombes. Les canonades de recollida transmeten generalment el lixiviat per gravetat a un o més dipòsits, segons la mida de la zona drenada. El lixiviació recollida al dipòsit s'elimina mitjançant un bombeig a un vehicle, a un establiment per a la seva posterior recollida de vehicles o a una instal·lació de tractament in situ. Les dimensions del dipòsit es regeixen en funció de la quantitat de lixiviats que cal emmagatzemar, la capacitat de la bomba i el consum mínim de la bomba. El volum del dipòsit ha de ser suficient per mantenir la quantitat màxima de lixiviat previst entre els cicles de la bomba, a més d'un volum addicional igual al volum mínim d'extracció de la bomba. La mida del consumidor també ha de tenir en compte els requisits dimensionals per dur a terme activitats de manteniment i inspecció. Les bombes de dipòsit poden funcionar amb temps de ciclisme preestablerts o, si el flux de lixiviats és menys previsible, la bomba es pot activar automàticament quan el lixiviat assoleix un nivell predeterminat.

#### Membrana i recollida per al tractament
Els abocadors més moderns del món desenvolupat tenen una forma de membrana que separa els residus del terreny circumdant i, en aquests llocs, sovint hi ha una sèrie de canonades de recollida de lixiviats col·locades a la membrana per transportar el lixiviat a un lloc de recollida o tractament. Un exemple de sistema de tractament amb només ús de membrana és el Lloc d'abocament de Nantmel.
Totes les membranes són poroses en una mesura limitada de manera que, amb el pas del temps, els volums baixos de lixiviació travessaran la membrana. El disseny de les membranes d'abocament és de volums tan baixos que mai no haurien de tenir un impacte negatiu mesurable sobre la qualitat de les aigües subterrànies receptores. Un risc més significatiu pot ser el fracàs o l'abandonament del sistema de recollida de lixiviats. Aquests sistemes són propensos a falles internes, ja que els abocadors pateixen grans moviments interns, ja que els residus es descomponen desigualment i, així, sivella i distorsiona les canonades. Si un sistema de recollida de lixiviats falla, els nivells de lixiviats es creixeran lentament en un lloc i poden fins i tot superar la membrana que conté i sortir al medi. L'augment dels nivells de lixiviats també pot mullar les masses de residus prèviament seques, provocant una descomposició activa i generació de lixiviats. Així, el que sembla un lloc inactiu pot tornar-se a activar i reiniciar la producció important de gas i presentar canvis significatius en els nivells acabats del sòl.

### Reinjecció en abocador
Un dels mètodes de gestió dels lixiviats que era més comú en els llocs no conservats va ser la re-circulació dels lixiviats, en la qual es va recollir els lixiviats i es va tornar a injectar a la massa de residus. Aquest procés va accelerar molt la descomposició i, per tant, la producció de gas i va tenir l'impacte de convertir algun volum de lixiviats en gas d'abocador i reduir el volum global de lixiviats per eliminar. Tot i això, també va tendir a augmentar substancialment les concentracions de materials contaminants, fent que sigui un residu més difícil de tractar.

### Tractament

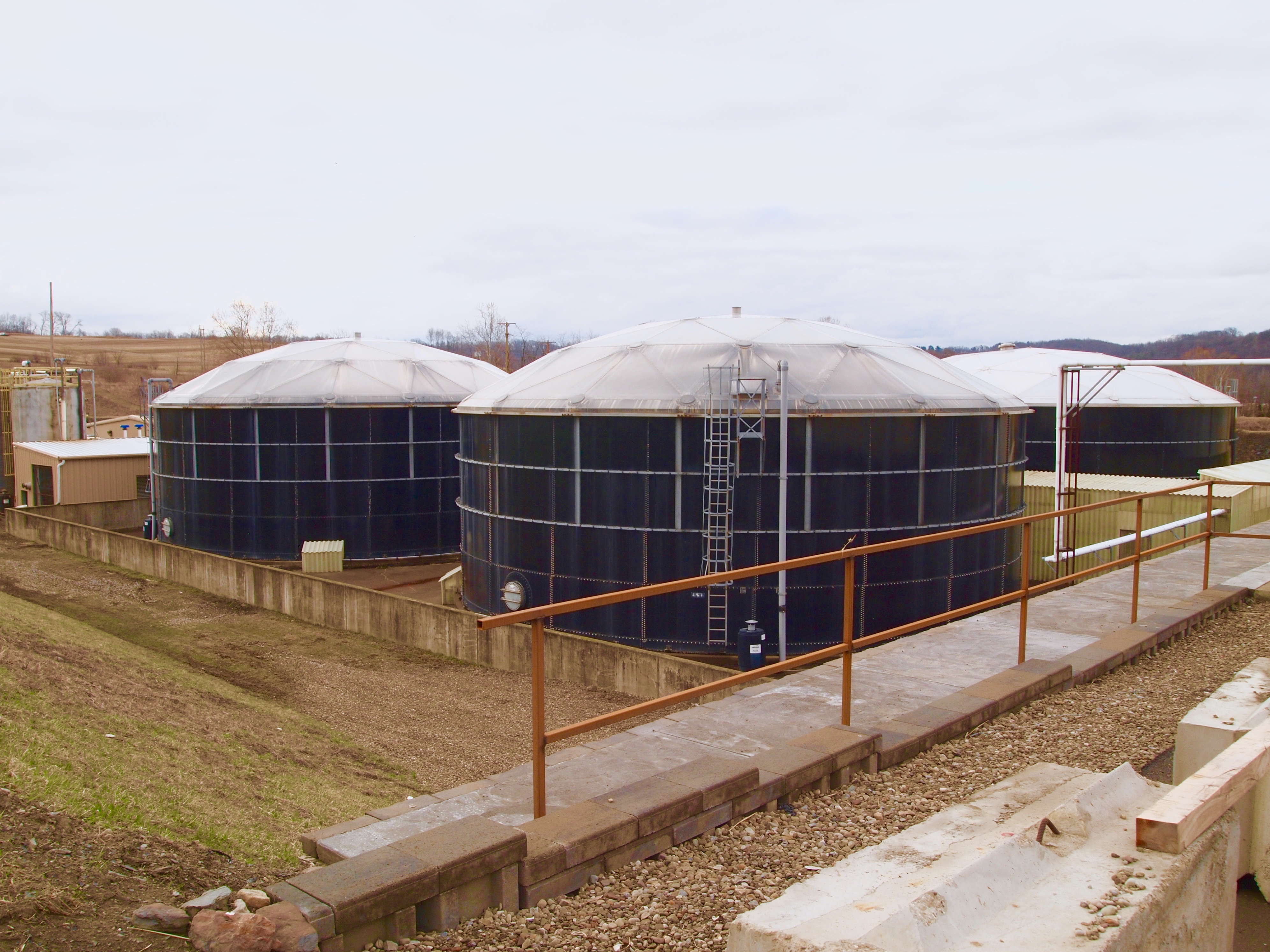
Els dipòsits d'elaboració / equiparació de lixiviats utilitzats en el tractament dels lixiviats abans d'alliberar-se a un riu.

El mètode més comú de manejar els lixiviats recollits és el tractament in situ. Quan es tracta de lixiviats in situ, el lixiviat es bombeja des del dipòsit als dipòsits de tractament. El lixiviat es pot barrejar amb reactius químics per modificar el pH i coagular i establir sòlids i reduir la concentració de matèria perillosa. El tractament tradicional implicava una forma modificada de fangs activats per reduir substancialment el contingut orgànic dissolt. El desequilibri de nutrients pot provocar dificultats per mantenir un tractament biològic efectiu. El licor tractat rarament és de qualitat suficient per a ser llançat al medi ambient i pot ser subministrat per a cisterna o canalitzat a una instal·lació de tractament d'aigües residuals locals; la decisió depèn de l'edat de l'abocador i del límit de la qualitat de l'aigua que s'ha d'aconseguir després del tractament. Amb una conductivitat elevada, el lixiviat és difícil de tractar amb tractament biològic o tractament químic.
El tractament amb osmosi inversa també és limitat, donant lloc a baixes recuperacions i embrutaments de les membranes RO. L'aplicabilitat inversa a l'osmosi està limitada per la conductivitat, els orgànics i els elements inorgànics d'escalació com ara CaSO4, Si i Ba.

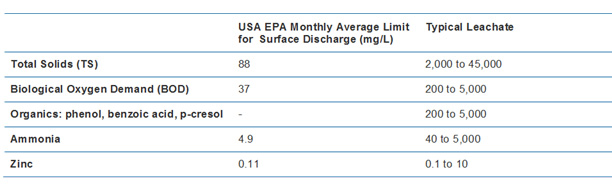
Els límits de descàrrega mensuals de l'EPA dels EUA per a l'abocament en superfície de lixiviats i característiques típiques dels lixiviats.

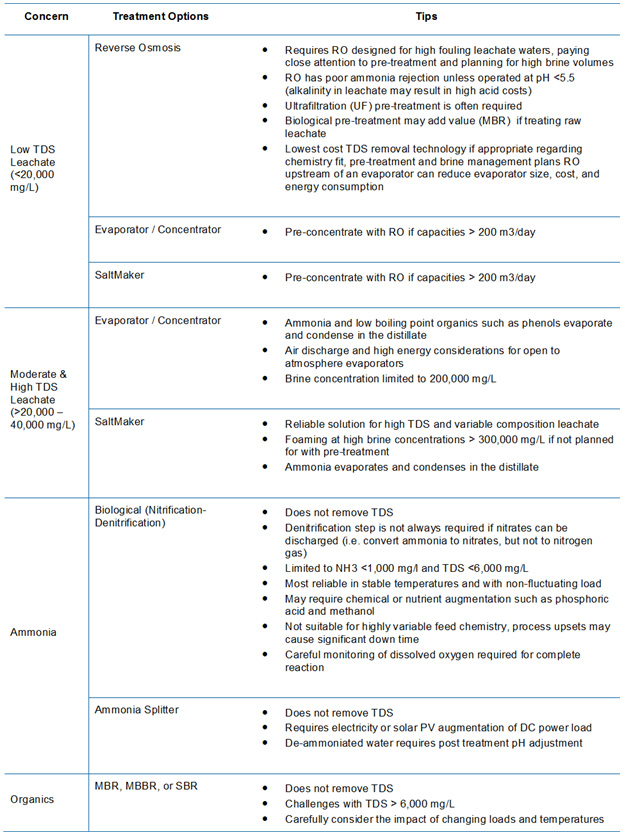
Opcions i tractaments típics de tractament de lixiviats en abocador per a diferents tipus de lixiviats.

### Retirada del clavegueram
En alguns abocadors més antics, el lixiviació es dirigia a les clavegueres, però això pot causar diversos problemes. Els metalls tòxics procedents de lixiviats que passen per la depuradora es concentren als fangs d'aigües residuals, cosa que fa que sigui difícil o perillós disposar dels fangs sense suposar un risc per al medi ambient. A Europa, les regulacions i els controls han millorat en les últimes dècades i ja no es permet la eliminació de residus tòxics als abocadors de residus sòlids municipals i a la majoria de països desenvolupats el problema dels metalls ha disminuït. Paradoxalment, però, a mesura que es milloren els abocaments de plantes de tractament d'aigües residuals a tot Europa i molts altres països, els operadors de la planta troben que els lixiviats són corrents de residus difícils de tractar. Això és degut al fet que els lixiviats contenen concentracions molt elevades de nitrogen amoníac, solen ser molt àcids, sovint són anòxics i, si es reben en grans volums en relació amb el flux d'aigües residuals entrants, no tenen el fòsfor necessari per evitar la inanició de nutrients per a les comunitats biològiques que realitzen el tractament de les aigües residuals. processos. El resultat és que els lixiviats són un flux de residus difícilment tractable.
No obstant això, dins dels abocadors de residus sòlids municipals envellits, aquest problema pot no ser un problema ja que el pH torna a ser neutre després de l'etapa inicial de la descomposició dels lixiviats acidògens. Molts empresaris de clavegueram limiten el màxim de nitrogen amoníac en concentració a les seves clavegueres a 250 mg / l per protegir els treballadors de manteniment de les clavegueres, ja que el límit màxim de seguretat laboral de l'OMS se superarà per sobre dels 9 a 10 pH, que és sovint el pH més elevat permès en els abocaments de clavegueram.
Molts corrents de lixiviats més antics també contenien una gran varietat d'espècies orgàniques sintètiques i els seus productes de descomposició, algunes de les quals podrien ser perjudicials per al medi ambient.

### Impacte ambiental
Els riscos de lixiviats es deuen a les seves altes concentracions de contaminants orgànics i a l'alta concentració d'amoníac. Els microorganismes patògens que hi puguin estar presents sovint es citen com els més importants, però el nombre d'organismes patògens es redueix ràpidament amb el temps a l'abocador, de manera que això només s'aplica als lixiviats més frescos. Tanmateix, les substàncies tòxiques poden estar presents en concentracions variables i la seva presència està relacionada amb la naturalesa dels residus dipositats.
La majoria dels abocadors que contenen material orgànic produiran metà, alguns dels quals es dissolen en el lixiviació. Això, en teoria, es podria alliberar en zones mal ventilades de la planta de tractament. Totes les plantes d'Europa han de ser avaluades en virtut de la Directiva ATEX de la Unió Europea i se zonificarà on s'identifiquen riscos d'explosió per evitar futurs accidents. El requisit més important és la prevenció de l'abocament de metà dissolt del lixiviació no tractada a les clavegueres públiques, i la majoria de les autoritats de tractament d'aigües residuals limiten la concentració de descàrrega permesa de metà dissolt a 0,14 mg / l, o 1/10 del límit inferior explosiu. Això comporta l'eliminació de metà del lixiviat.
Els majors riscos mediambientals es produeixen en els abocaments de llocs més antics construïts abans que els estàndards moderns d'enginyeria esdevinguessin obligatoris i també en llocs del món en desenvolupament on no s'han aplicat normes modernes. També hi ha riscos substancials de llocs il·legals i llocs ad-hoc utilitzats per organitzacions alienes a la llei per disposar de residus. Els corrents de lixiviats que entren directament al medi aquàtic tenen un impacte agut i crònic sobre el medi ambient, que pot ser molt greu i pot disminuir greument la diversitat biològica i reduir molt les poblacions d'espècies sensibles. Quan hi hagi metalls i orgànics tòxics, això pot conduir a una acumulació de toxines cròniques tant en poblacions locals com en llunyanes. Els rius afectats per lixiviats solen aparèixer de color groc i solen suportar greus desbordaments de fongs d'aigües residuals.
La investigació contemporània en el camp de les tècniques d'avaluació i la tecnologia de reparació de problemes ambientals originats per lixiviació d'abocador ha estat revisada en un article publicat a la revista Critical in Journal of Science and Technology.

### Problemes i fallades dels sistemes de recollida
Els sistemes de recollida de lixiviats poden patir molts problemes, com ara obstruir-se amb fang o cargol. La bioneteja es pot agreujar pel creixement de microorganismes al conducte. Les condicions dels sistemes de recollida de lixiviats són ideals per multiplicar els microorganismes. Les reaccions químiques al lixiviat també poden provocar obstruccions mitjançant la generació de residus sòlids. La composició química del lixiviat pot debilitar les parets de les canonades, que poden fallar.

## Processos de generació del lixiviat
Una adequada gestió del lixiviat s'ha de centrar en primer lloc en minimitzar totes les fonts de líquids que puguin entrar en contacte amb el residu i, una vegada que aquest contacte aigua-residu ja s'ha produït i per tant, s'ha generat lixiviat, en recollir-lo i conduir-lo a un punt, bassa o dipòsit d'emmagatzematge previ al seu tractament posterior.
Si observem les diferents etapes d'explotació i clausura del cicle de vida d'un dipòsit controlat de residus, el balanç hídric s'assembla a l'esquema següent:

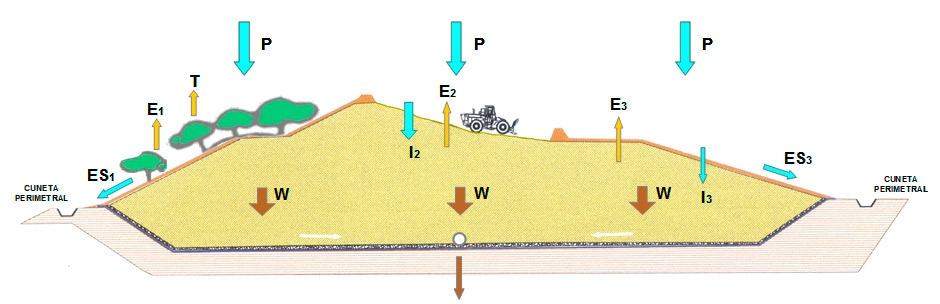
Balanç hídric en un dipòsit controlat.

Segons això, a l'àrea en explotació no és possible reduir l'aigua infiltrada, si bé cal tenir en compte que a major àrea descoberta, major infiltració. Cal arribar a un compromís entre una superfície descoberta mínima que permeti l'adequat moviment de la maquinària en funció de les tones diàries gestionades.
A l'àrea clausurada, sobretot si s'ha utilitzat geomembrana, la infiltració és zero (excepte accident). Per tant, cal actuar en les àrees amb cobriment temporal per reduir la infiltració.
El lixiviat ha de ser captat i conduït cap a una bassa o dipòsit d'acumulació per des d'allà ser tractat abans de ser evacuat al medi. El tractament més efectiu dels lixiviats és la seva minimització de manera que el disseny i la gestió correcta del dipòsit controlat és vital.
Els dipòsits controlats es dissenyen de manera que els lixiviats es recullin i s'acumulin en basses abans del seu tractament.
El Reial Decret 1481/2001 de 27 de desembre, pel qual es regula l'eliminació de residus mitjançant dipòsit en abocador recull els procediments de control i vigilància del lixiviat en la fase d'explotació com en la fase de vigilància post-clausura del dipòsit controlat. /A03507-03521.pdf Reial Decret 1481/2001

## Sistema captació i transport del lixiviat
Un sistema convencional s'haurà de dimensionar per garantir la recollida de tots els lixiviats acumulats sobre el sistema d'impermeabilització.
De forma general els principals elements que solen constituir un sistema de captació i transport estàndard són: capa de drenatge, punt de bombament dotat de caseta de bombament i embornal, tub col·lector i canonada de transport a la bassa o dipòsit d'emmagatzematge.

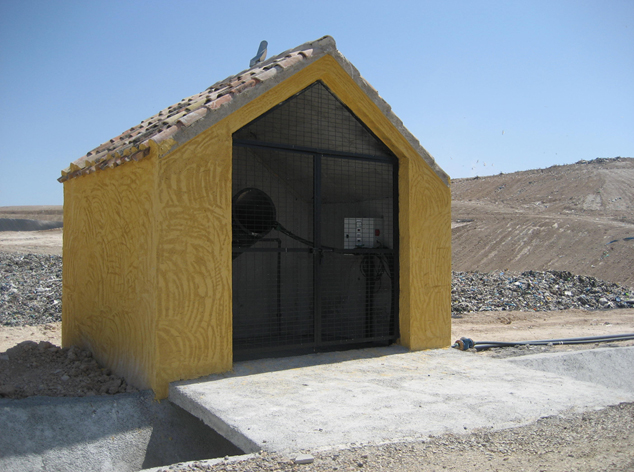
Caseta de bombeig de lixiviats

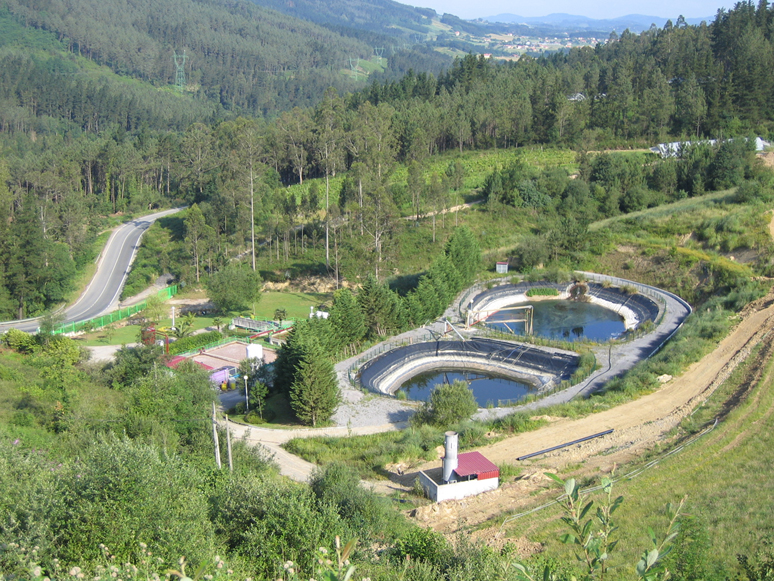
Bassa d'emmagatzematge de lixiviats

## Caracterització del lixiviat
Cada lixiviat té una naturalesa i una composició diferent depenent del tipus de residu que el genera, de les condicions climàtiques i de l'edat del dipòsit controlat. En general, els lixiviats presenten alts nivells de contaminació, principalment a causa de:
- Elevades concentracions de matèria orgànica
- Concentracions de nitrogen, principalment en forma d'amoni
- Altes concentracions en sals, principalment clorurs i sulfats
- Baixa presència de metalls pesants.

El següent gràfic presenta la distribució en % dels contaminants majoritaris dels lixiviats de diversos dipòsits controlats:

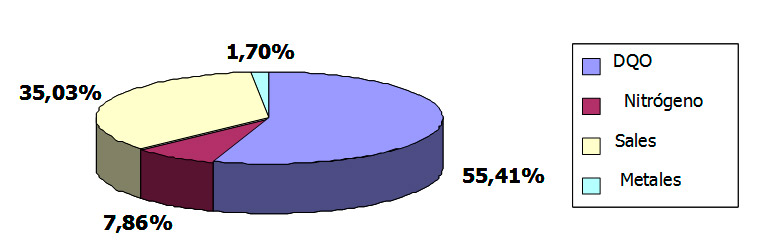
Distribució en % dels contaminants majoritaris dels lixiviats de diversos dipòsits controlats

Una altra característica important dels lixiviats és que la seva qualitat va canviant al llarg de la vida del dipòsit controlat.
En general en el lixiviat segons va passant el temps:
- Disminueix la biodegradabilitat de la matèria orgànica
- Augmenta la concentració d'amoni
- Augmenta la presència de sals

## Sistemes de tractament

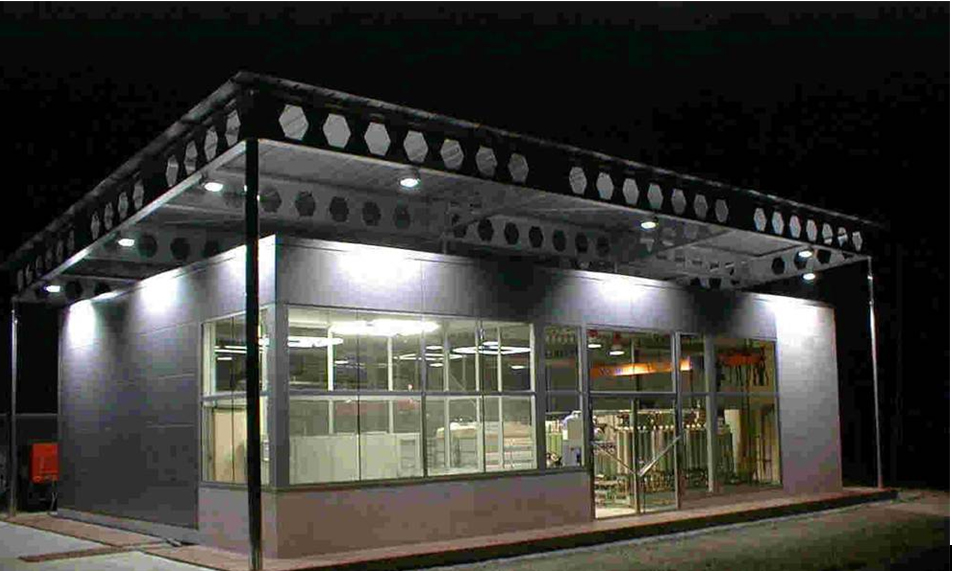
Planta de tractament de lixiviats per Osmosi Inversa

La selecció del procés més adequat per al tractament del lixiviat varia en funció de les característiques del propi lixiviat, de la seva composició química. Així, els paràmetres de concentració d'amoni, matèria orgànica biodegradable i no biodegradable, conductivitat i clorurs són factors importants que determinen quina és la tecnologia més adequada per aplicar en el tractament d'aquests lixiviats.
Però també han de considerar-se les característiques del medi receptor dels efluents tractats, així com els límits legals d'abocament. Molts tractaments generen al seu torn altres fraccions residuals i concentrats que també han de ser gestionats. Però a més dels factors tècnics i legals cal valorar els aspectes econòmics, inversió i costos d'explotació.
Els tècnics dels dipòsits controlats han de seleccionar i implantar les millors tecnologies disponibles adaptant-les a cada tipus d'instal·lació. En el moment que cal la instal·lació d'una planta de tractament de lixiviat s'ha de dur a terme un estudi de viabilitat tecnològica i seleccionar la millor tecnologia disponible. Donada la complexitat química dels lixiviats, normalment el seu tractament adequat implica una combinació de diferents tecnologies.
El següent quadre presenta les tecnologies disponibles per al tractament dels lixiviats
| Tractaments Tèrmics | Tractaments Biològics | Tecnologies de Membranes | Tractaments Físic-químics |
| ------------------- | --------------------- | ------------------------ | ------------------------- |
| assecat             | Fangs Actius          | Osmosi inversa           | stripping Amoníac         |
| evaporació          | SBR                   | Osmosi directes          | carbó actiu               |
| Evapocondensació    | Llits Bacterians      | filtració                | oxidació                  |
|                     | Biodiscs              | ultrafiltració           | ozonització               |
|                     | llacunatge            |                          | precipitació              |
|                     | MBR                   |                          | coagulació Floculació     |
|                     |                       |                          | electrodiàlisi            |

A causa de la complexitat de la matriu del lixiviat és molt difícil que un sol tipus de tractament rebi un efluent apte per ser abocat al medi natural, pel que en moltes ocasions els tractaments complets consisteixen en la suma de diferents processos en sèrie, el que confereix una complexitat important al tractament i en aquest sentit el desenvolupament de programes i + D + i, es fan gairebé imprescindibles per desenvolupar noves tecnologies de tractament que s'adaptin a la naturalesa dels lixiviats, com ara el desenvolupat pel Projecte Clonic.

## Altres tipus de lixiviats
El lixiviat també es pot produir a partir de terres contaminades per productes químics o materials tòxics utilitzats en activitats industrials com fàbriques, mines o llocs d'emmagatzematge. Els llocs de compostatge també produeixen lixiviats en èpoques de precipitacions elevades.
El lixiviat també s'associa amb el carbó emmagatzemat i amb els residus del mineral metàl·lic, la mineria i altres processos d'extracció de roques, especialment aquells en què els materials que contenen sulfur són exposats a l'aire (àcid sulfúric), sovint amb concentracions elevades de metalls.
En el context de l'enginyeria civil (més concretament el disseny de formigó armat), la lixiviació es refereix a l'efluent del rentat del paviment (que pot incloure la fusió de la neu i el gel amb la sal) que penetra a través de la pasta de ciment a la superfície del reforç d'acer, catalitzant-ne l'oxidació i degradació. Els lixiviats poden tenir naturalesa genotòxic.